# 大今里南
大今里南（おおいまざとみなみ）は、大阪府大阪市東成区にある町名。現行行政地名は大今里南一丁目から大今里南六丁目。今里地域の一つ。

## 地理
東成区の南部に位置し、西に大今里西、北の西側に大今里、東側に神路と深江南、南に生野区、東に東大阪市と接している。

## 世帯数と人口
2019年（平成31年）3月31日現在の世帯数と人口は以下の通りである。
| 丁目           | 世帯数    | 人口     |
| -------------- | --------- | -------- |
| 大今里南一丁目 | 1,673世帯 | 3,255人  |
| 大今里南二丁目 | 1,036世帯 | 1,927人  |
| 大今里南三丁目 | 885世帯   | 1,509人  |
| 大今里南四丁目 | 1,057世帯 | 1,888人  |
| 大今里南五丁目 | 638世帯   | 1,122人  |
| 大今里南六丁目 | 918世帯   | 1,647人  |
| 計             | 6,207世帯 | 11,348人 |

### 人口の変遷
国勢調査による人口の推移。
| 1995年（平成7年）  | 10,705人 | [ 5 ] |  |
| 2000年（平成12年） | 10,504人 | [ 6 ] |  |
| 2005年（平成17年） | 10,394人 | [ 7 ] |  |
| 2010年（平成22年） | 10,419人 | [ 8 ] |  |
| 2015年（平成27年） | 10,601人 | [ 9 ] |  |

### 世帯数の変遷
国勢調査による世帯数の推移。
| 1995年（平成7年）  | 4,498世帯 | [ 5 ] |  |
| 2000年（平成12年） | 4,530世帯 | [ 6 ] |  |
| 2005年（平成17年） | 4,717世帯 | [ 7 ] |  |
| 2010年（平成22年） | 4,814世帯 | [ 8 ] |  |
| 2015年（平成27年） | 5,021世帯 | [ 9 ] |  |

## 学区
市立小・中学校に通う場合、学区は以下の通りとなる。なお、小学校・中学校入学時に学校選択制度を導入しており、通学区域以外に東成区の小学校・中学校から選択することも可能。
| 丁目           | 番・番地等 | 小学校             | 中学校             |
| -------------- | ---------- | ------------------ | ------------------ |
| 大今里南一丁目 | 全域       | 大阪市立片江小学校 | 大阪市立相生中学校 |
| 大今里南二丁目 | 全域       | 大阪市立片江小学校 | 大阪市立相生中学校 |
| 大今里南三丁目 | 全域       | 大阪市立片江小学校 | 大阪市立相生中学校 |
| 大今里南四丁目 | 全域       | 大阪市立片江小学校 | 大阪市立相生中学校 |
| 大今里南五丁目 | 全域       | 大阪市立片江小学校 | 大阪市立相生中学校 |
| 大今里南六丁目 | 全域       | 大阪市立片江小学校 | 大阪市立相生中学校 |

## 事業所
2016年（平成28年）現在の経済センサス調査による事業所数と従業員数は以下の通りである。
| 丁目           | 事業所数  | 従業員数 |
| -------------- | --------- | -------- |
| 大今里南一丁目 | 154事業所 | 1,183人  |
| 大今里南二丁目 | 85事業所  | 414人    |
| 大今里南三丁目 | 56事業所  | 374人    |
| 大今里南四丁目 | 62事業所  | 341人    |
| 大今里南五丁目 | 65事業所  | 460人    |
| 大今里南六丁目 | 74事業所  | 1,255人  |
| 計             | 496事業所 | 4,027人  |

## 交通

### 鉄道
- 大阪市高速電気軌道
  - 千日前線・今里筋線 今里駅（所在地は、大今里であるが、一部は大今里南に入っている。）
- 近畿日本鉄道
  - 近鉄大阪線 今里駅（所在地は、生野区であるが、一部は大今里南に入っている。）

### 道路
- 国道308号
- 大阪府道173号大阪八尾線（今里筋）

## 施設
- 大阪市立片江小学校
- 聖美幼稚園
- 大阪市東成区社会福祉協議会
- 関西みらい銀行 今里支店
- コクヨ 本社

## その他

### 日本郵便
- 〒537-0013[3]（集配局：東成郵便局[13]）